# Non è una canzone
Non è una canzone è un singolo del cantautore italiano Fabrizio Moro, pubblicato il 17 febbraio 2010 come unico estratto dal quinto album in studio Ancora Barabba.

## Descrizione
La canzone è contraddistinta da influenze reggae, e in alcune parti presenta scratch eseguiti da DJ Jad degli Articolo 31.
La canzone è stata presentata al Festival di Sanremo 2010, dove però è stata scartata nel corso della quarta serata (ultimo turno di eliminazione, non potendo così essere ripescata). Nella serata dedicata ai duetti, Moro ha eseguito il brano insieme a Pau Donés degli Jarabe de Palo e lo stesso DJ Jad.

## Tracce
1. Non è una canzone – 3:08

## Classifiche
| Classifica (2010) | Posizione massima |
| ----------------- | ----------------- |
| Italia            | 17                |